# Khajurâho
Khajurâho (hindi : खजुराहो, « Khadjouraho ») est un village du Madhya Pradesh en Inde. Avant sa destruction, c'était l'une des capitales de la dynastie des Chandela qui, entre le IXe et XIe siècles gouvernait un large royaume englobant presque la totalité du Madhya-Pradesh.
Site touristique très visité, sinon le plus visité, de toute l'Inde, il figure au patrimoine mondial de l'UNESCO depuis 1986.
Il compte encore 22  grands temples des Xe et XIe siècles qui ont été très largement préservés des destructions les plus graves au moment de la conquête islamique et au cours des siècles qui ont suivi. La renommée de cet ensemble exceptionnel tient aussi à des scènes de maithuna des couples d'amoureux et à une multitude d'apsaras, êtres célestes ayant l'apparence de jolies femmes aux formes généreuses et aux attitudes pleines de charme, qui couvrent certaines parties des espaces dédiés à la sculpture figurative sur les faces externes des grands temples et bien visibles de tous.

## Histoire
Khajurâho se trouve à l'emplacement d'une ancienne capitale du royaume Jijhotî dont parle le pèlerin chinois Xuanzang dans son carnet de voyage. De 950 à 1050, la cité fut aussi la capitale religieuse des Chandela. À son apogée elle couvrait environ 21 km2.
Les rajâ Chandelâ y firent construire de 900 à 1130 un grand complexe de temples, qui en compta jusqu'à 85, mais dont 22 seulement subsistent de nos jours. Ils étaient consacrés aux cultes hindouistes (parmi ceux-ci, le célèbre temple shivaïte Kandarya Mahadeva) et jaïn. Cette fièvre de construction correspond à la résurgence de l'hindouisme à cette période. Elle correspond à l'apogée du style nagara, le style architectural sacré de l'Inde du Nord. L'architecture des temples influencera le modèle développé à Bhubaneswar, mais ici aucune enceinte n'enferme les bâtiments.
Ce style nagara est construit autour du sanctuaire de plan carré, qui devint cruciforme avec des transepts de chaque côté et une couverture en forme de pain de sucre, le shikhara.
Les premiers à mentionner les temples sont l'érudit Al-Biruni (en 1022) et le voyageur arabe Ibn Battûta (en 1335).
Ces ensembles furent bâtis par les souverains successifs de cette dynastie entre 950 et 1050. À la fin du Xe siècle, la cour déménagea, mais Khajurâho continua son activité religieuse jusqu'au XIVe siècle. Abandonnés puis envahis par la jungle, on ne les redécouvre qu'en 1840 et des travaux d'une quinzaine d'années, qui se déroulent au début du XXe siècle, ont permis de les dégager.
Les recherches entreprises en 1980 par l'Archaeological Survey of India (ASI), ont permis de repérer 18 tertres correspondant à des temples détruits. Une fouille a été entreprise en 1999 et les fondations d'un temple plus grand, de quelque mètres, que le plus grand des temples actuels de Khajurahô ont été mises au jour. Les moulures de la base sont ornées de frises florales finement ouvragées. Parmi les débris on a pu restaurer des figures sculptées, dont une superbe Sarasvati de la face Sud, ainsi qu'une figure de Vishnou, des couples divins, des couples d'amoureux, des apsaras et des tîrthankara jaïns. L'état d'inachèvement de certaines parties indiqueraient que ce temple très ambitieux aurait été entrepris à la fin du Xe ou au début du XIe siècle et est resté en l'état. Le chantier aurait été abandonné par manque d'argent, puis oublié.

## Le décor sculpté, l'érotisme et le temple
Ces temples sont célèbres pour les nombreuses scènes érotiques de couples en pleine action, accompagnés et encadrés d'ailleurs, chaque fois, par deux autres acteurs. Ces « tableaux » sont comme noyés dans un immense « bandeau » de figures gracieuses, bandeau qui couvre une grande partie des édifices, sur trois niveaux ou trois registres. Une gracieuse souplesse anime les innombrables figures qui semblent tapisser les murs, dès l'extérieur mais on les trouve aussi à l'intérieur des temples.
Cette pratique s'inscrit dans le prolongement d'une antique tradition nécessitant la représentation à l'extérieur des lieux saints, de couples d'amoureux, les maithuna-s, au caractère protecteur.
En fait, la position des sculptures dans l'espace architectural des temples est à considérer, car elles ne tapissent pas l'intégralité des murs. Plus précisément, les scènes les plus larges et les plus visibles de groupes d'amoureux, sont aussi les scènes les plus complexes. Elles sont situées sur les côtés Sud et Nord des temples Kandariya Mahadeva et Vishvanatha, chaque fois entre deux vérandas ou loggias qui éclairent l'intérieur. C'est ici que se joignent les deux parties qui constituent le temple : les murs de jonction (kapilī) entre le mandapa et le déambulatoire qui tourne autour du garbha-griha. Gilles Bégin précise que cet endroit correspond à la jonction entre les salles accessibles aux dévots et le vestibule (antarala) de la cella, demeure du dieu et accessible au seul clergé, c'est-à-dire à l'instant du passage entre deux mondes. Cet emplacement et la complexité des scènes figurées sous entendent un contenu hautement sacré. Gilles Bégin rappelle que P. Chanda, en 1955, a été le premier à établir la relation entre ces images et les sectes shivaïtes des Kaula et des Kapalika. Édith Parlier-Renault indique que l'on pourrait voir, dans les scènes que les occidentaux jugent « érotiques », « une double métaphore d'inspiration tantrique : la fusion du divin — manifesté (d'essence féminine) et non manifesté (le principe masculin) » . Les figures pleines d'énergie positive, intenses, les couples amoureux et la beauté féminine auraient aussi eu pour fonction de protéger les temples contre les "forces négatives ". « Cet idéal féminin stéréotypé — femmes à la beauté sensuelle, aux formes pleines et généreuses — est associé aux thèmes immémoriaux et bénéfiques d'abondance et de fertilité ». Les figures isolées et les couples sont les plus répandus. Ils servent de « fond » sur lequel se détachent les groupes d'au moins quatre figures en pleine action sexuelle. De l'ensemble se dégage le sentiment d'une vie paisible et douce. Les actes sexuels ne couvrent donc qu'une portion infime de la décoration extérieure. Mais on ne calcule pas les caresses, les couples enlacés et ceux qui s'embrassent.

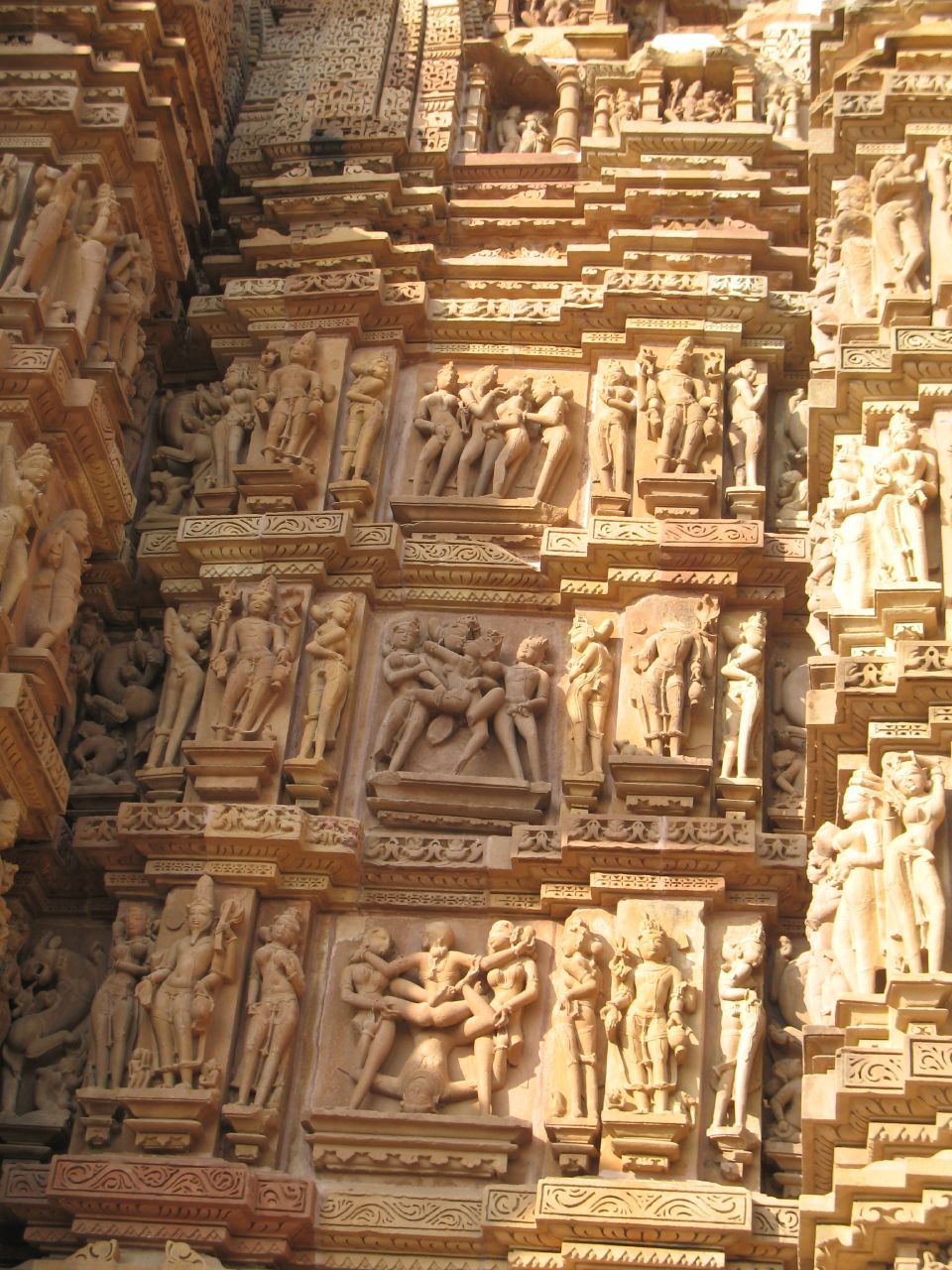
Côté Sud du Kandariya Mahadeva

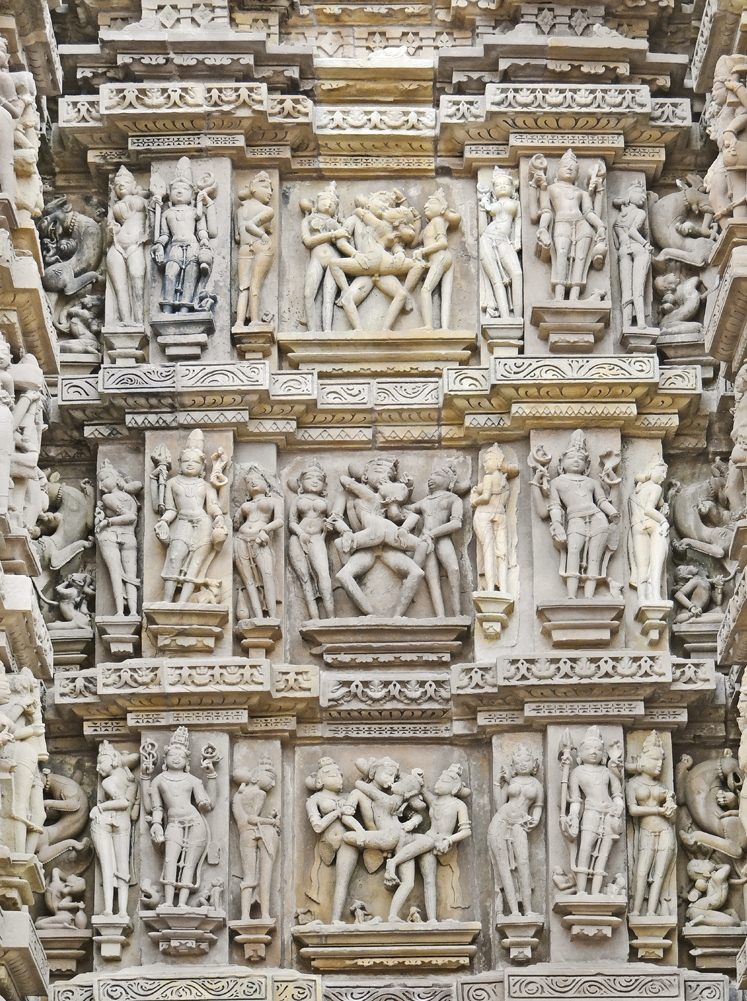
Côté Nord du Kandariya Mahadeva

Ces décorations particulières suivent le principe de composition décorative qui se retrouve partout, fondé sur la répétition constante avec des variations sur quelques motifs. Par ailleurs, la littérature de tradition sanskrite et vernaculaire et la rhétorique, celle des rasa — du çringâra rasa (shringara rasa), particulièrement — et celle des poètes, se joue d'innombrables descriptions de la beauté féminine, du sentiment érotique et de l'union des amants. L'imagerie qui en découle sert à protéger, à  rendre propice et à détourner les influences maléfiques. Mais il n'est pas exclu que leur présence sur les édifices religieux puisse aussi symboliser l'union du dévot et de sa divinité.
D'autres lieux des édifices sont ainsi « protégés ». En particulier sous la forme d'une frise qui tourne tout autour du Lakshmana, à hauteur des yeux, qui l'entoure intégralement mais à une échelle bien plus réduite que sur les murs externes du temple. Ici c'est le plaisir sexuel, décliné sous toutes ses formes. Quant aux figures, en couples ou isolées, de divinités, de rois et reines, d'apsaras elles constituent ces grands « bandeaux », sur trois registres et sont situées aux angles des bâtiments. Elles envahissent aussi les cadres des portes, les vestibules et les déambulatoires intérieurs qui accueillaient les dévots par milliers tout au long de l'année.
L'image du dieu est visible dans un espace accessible seulement aux prêtres, le garbha-griha, au cœur du temple, sous le grand shikhara. Le shikhara s'élève, pour le temple de Visvanatha, à quarante mètres de haut et donne l'impression de couvrir le sanctuaire sous des tonnes de pierres soigneusement taillées et assemblées. En fait il s'agit d'un toit creux, bâti en encorbellement, qui protège le sanctuaire et le place au sein d'une « montagne » minérale. Le temple est toujours ouvert du côté Est, face au soleil levant. Par extension, dans la culture indienne l'orientation des images dans l'espace obéit à une intention consciente qui fait référence à la symbolique des orients, mais celle-ci intervient toujours de façon subtile et nuancée. Tous l'ensemble est tourné vers des valeurs spirituelles qui sont celles de l'hindouisme et dans le cadre culturel de l'Inde des Xe – XIe siècles.

## Les temples
Ils sont partagés en trois groupes dits groupe Ouest, groupe Est et groupe Sud. Le premier est quasiment intégré au village.

### Groupe Ouest
C'est le groupe le plus important. Il comprend, dans le sens des aiguilles d'une montre, à partir de l'entrée :
- Un premier groupe de deux petits temples, un shikhara et le temple de Varaha qui contient le sanglier (avatar de Vishnou), situés devant le Lakshmana. Et au-delà d'une barrière (à gauche) on peut voir le Matangesvara, parallèle au Lakshmana et lieu de culte important, non ouvert aux touristes. Encore un peu plus à gauche, vers le réservoir : le petit temple à Ganesh.

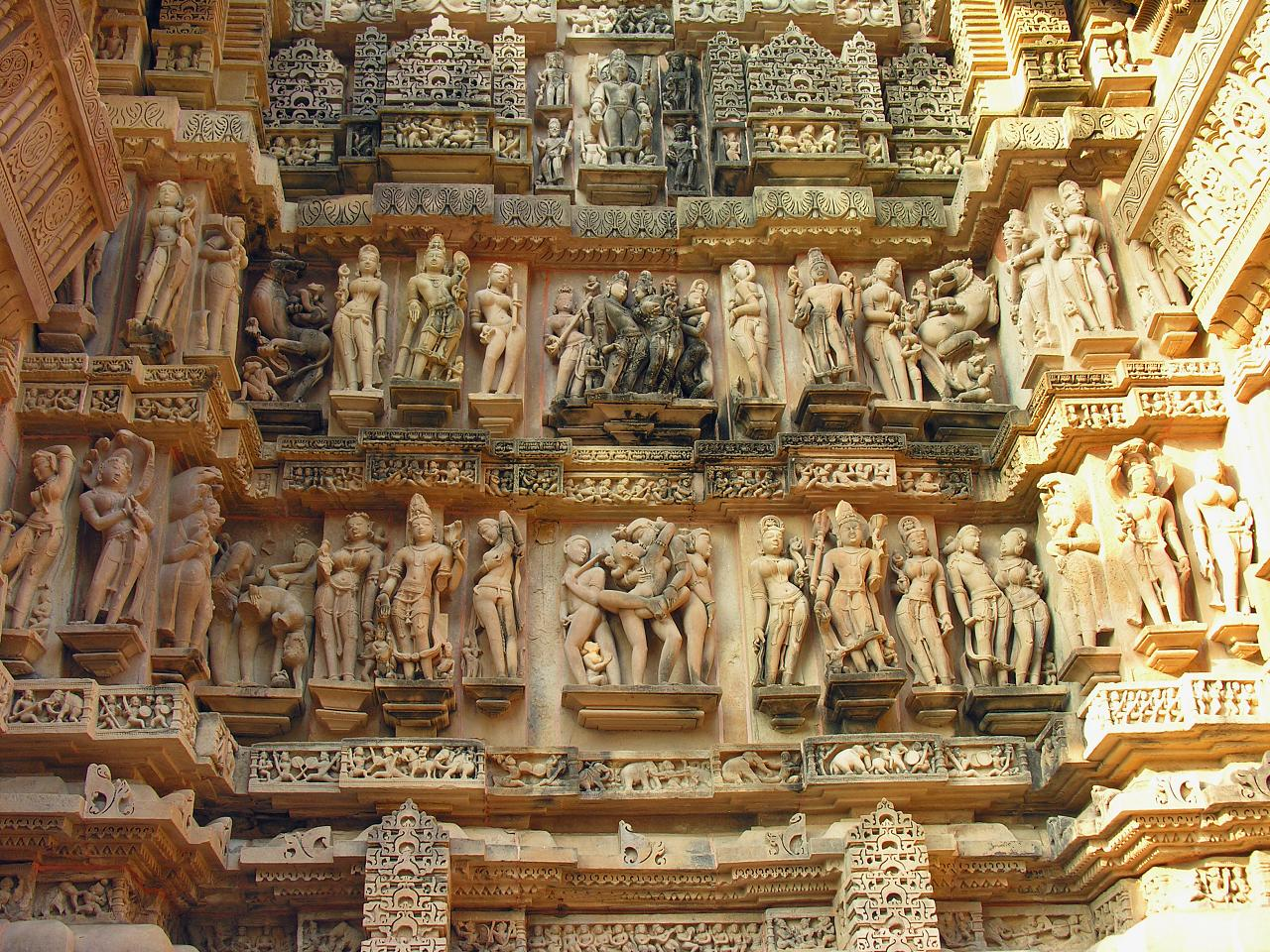
Côté Sud du Lakshmana.
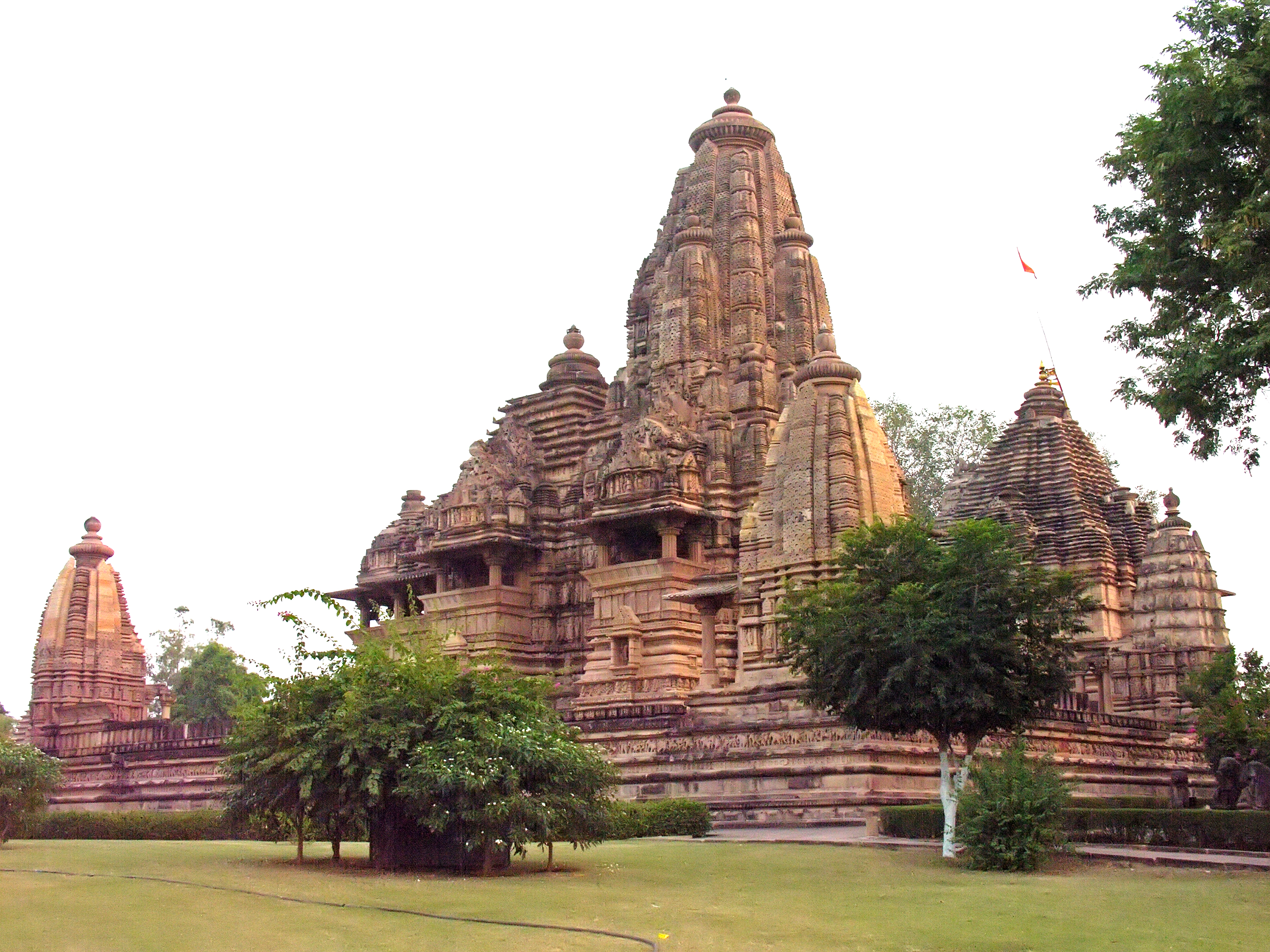
Le Lakshmana avec le Matangeshvara au fond
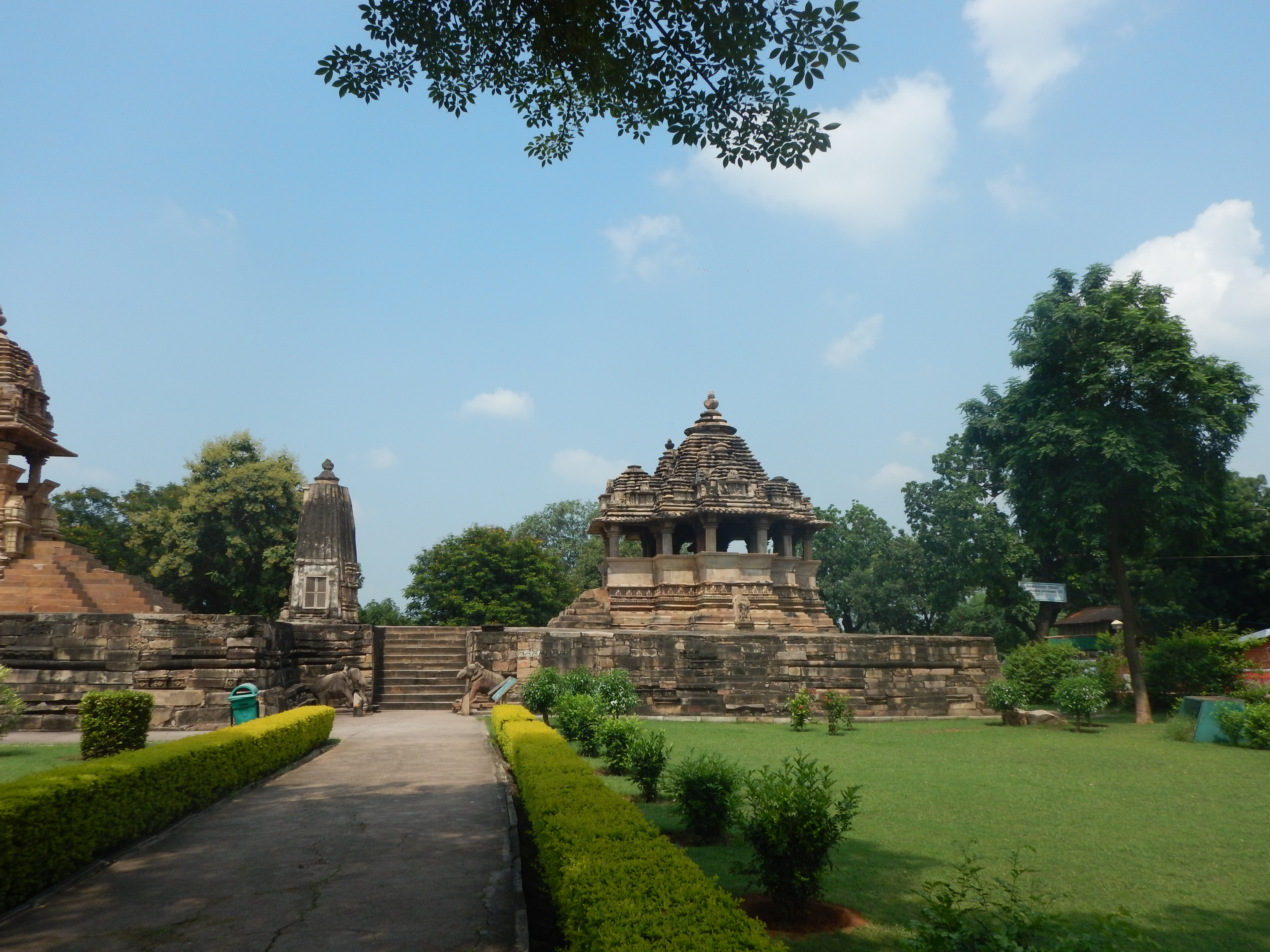
Les petits temples de Lakshmi à g. et Nandi à d. qui regardent le Vishvanatha.
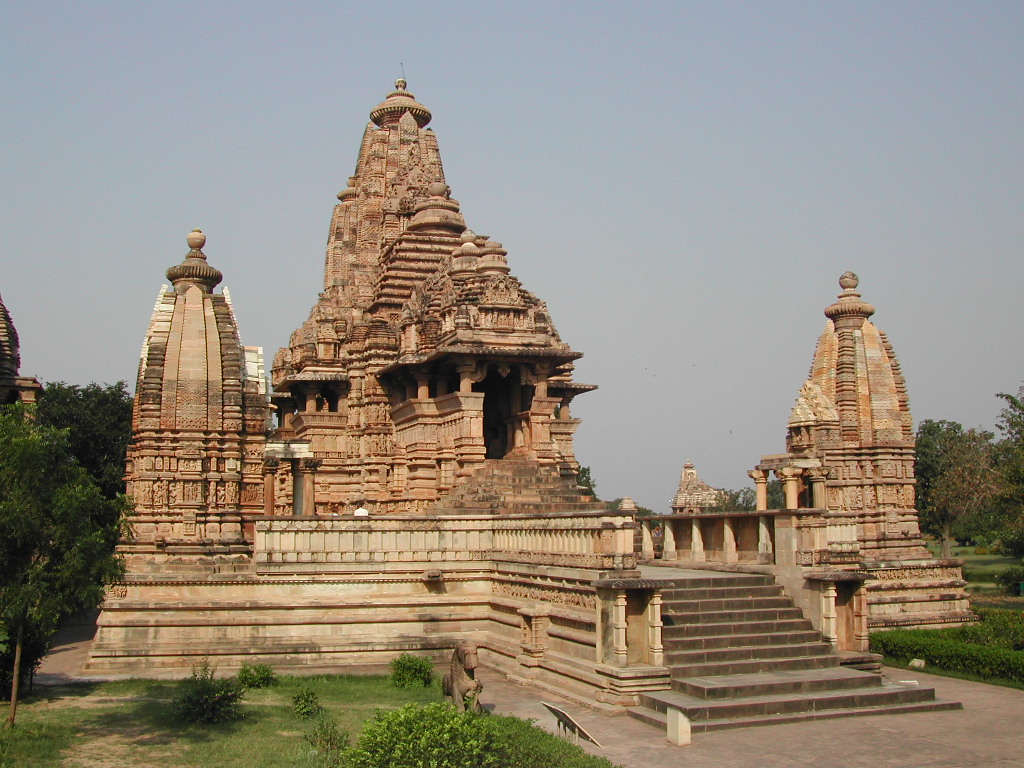
L'accès au Lakshmana, ouvert à l'Est

- Plus loin, un second groupe de deux grands temples, le Kandariya-Mahadeva - le plus grand et le plus élevé de tous - et le Jagadambi, avec de nombreux couples enlacés. Tous deux sur une haute plate-forme.

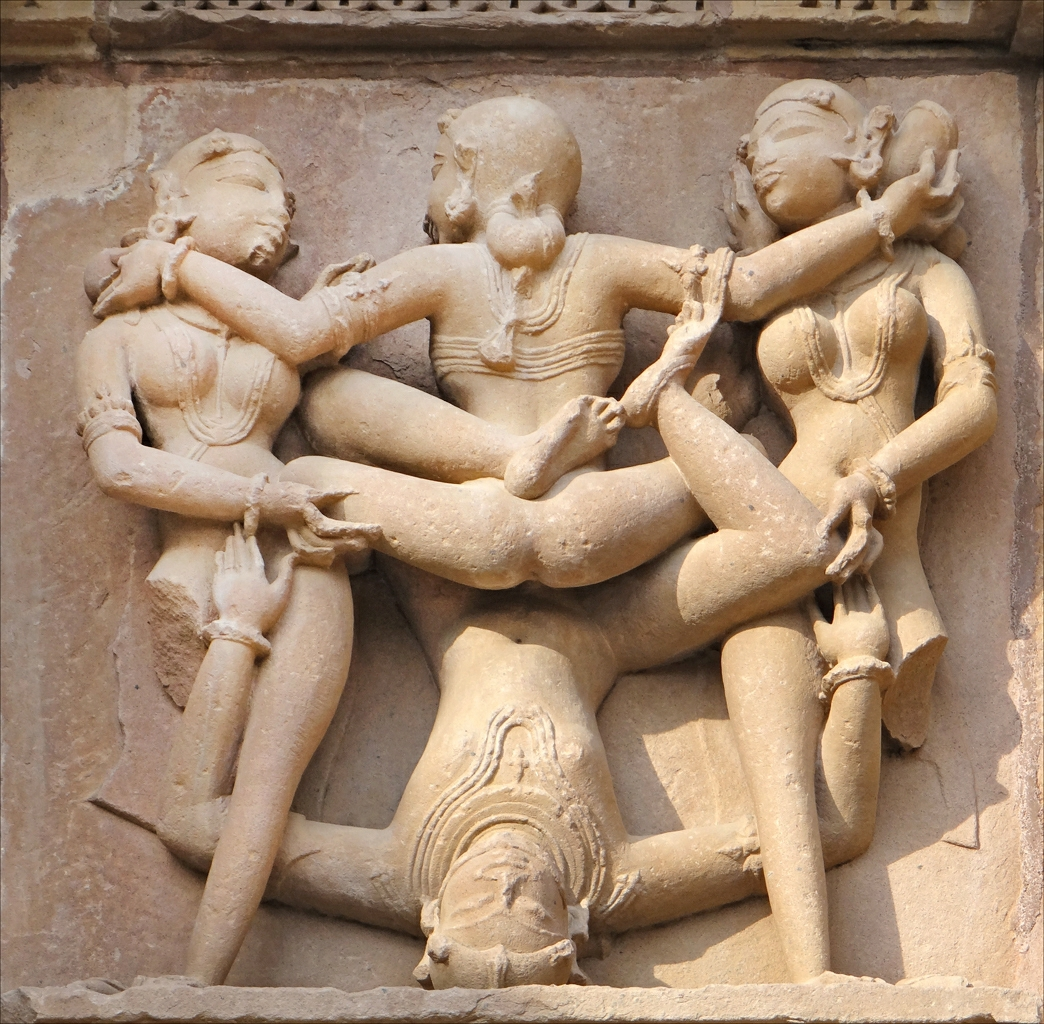
Couple amoureux (maithuna). Côté Sud du Kandāriyā Mahādeva.
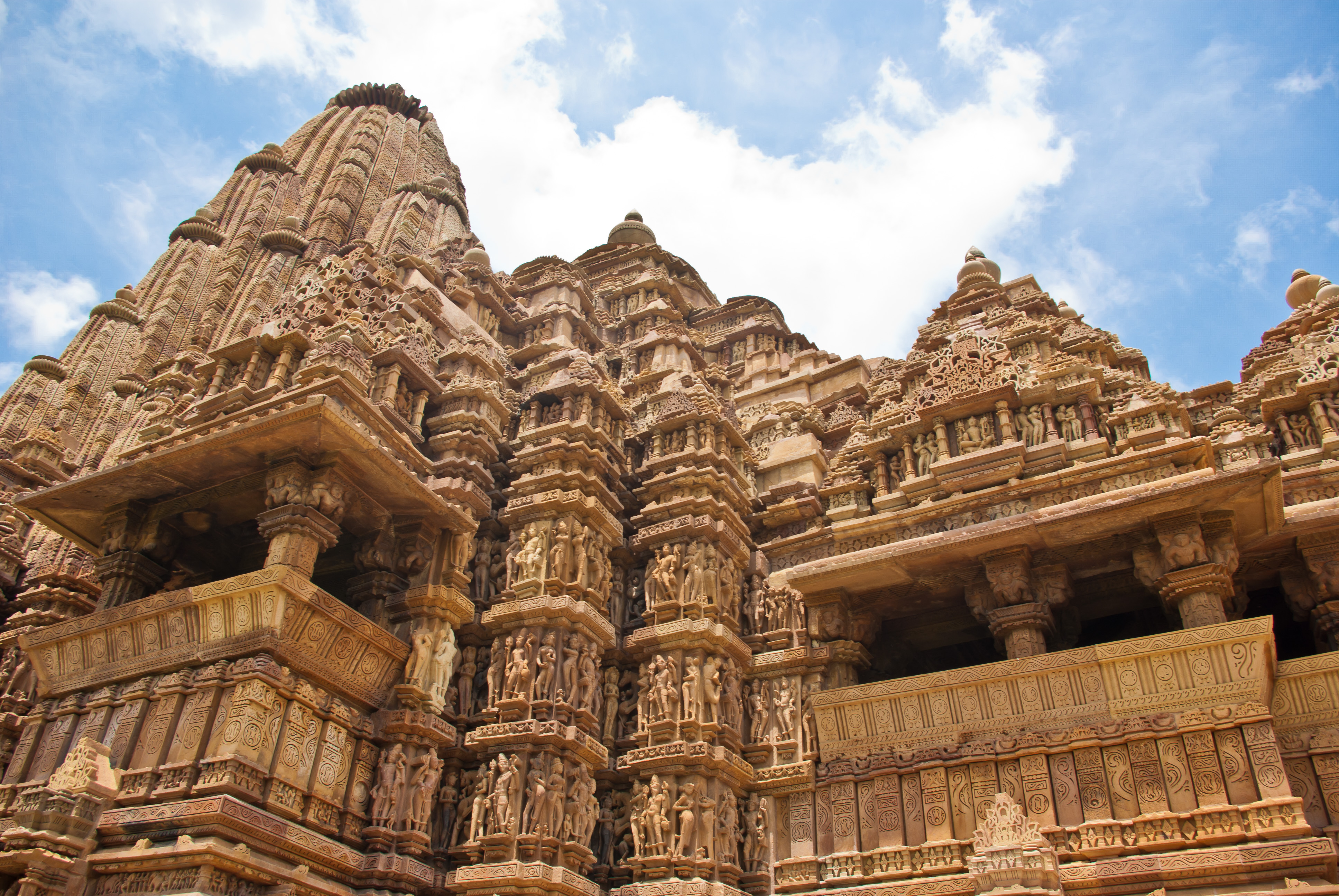
Côté Sud du Kandariya Mahadeva dédié à Shiva.
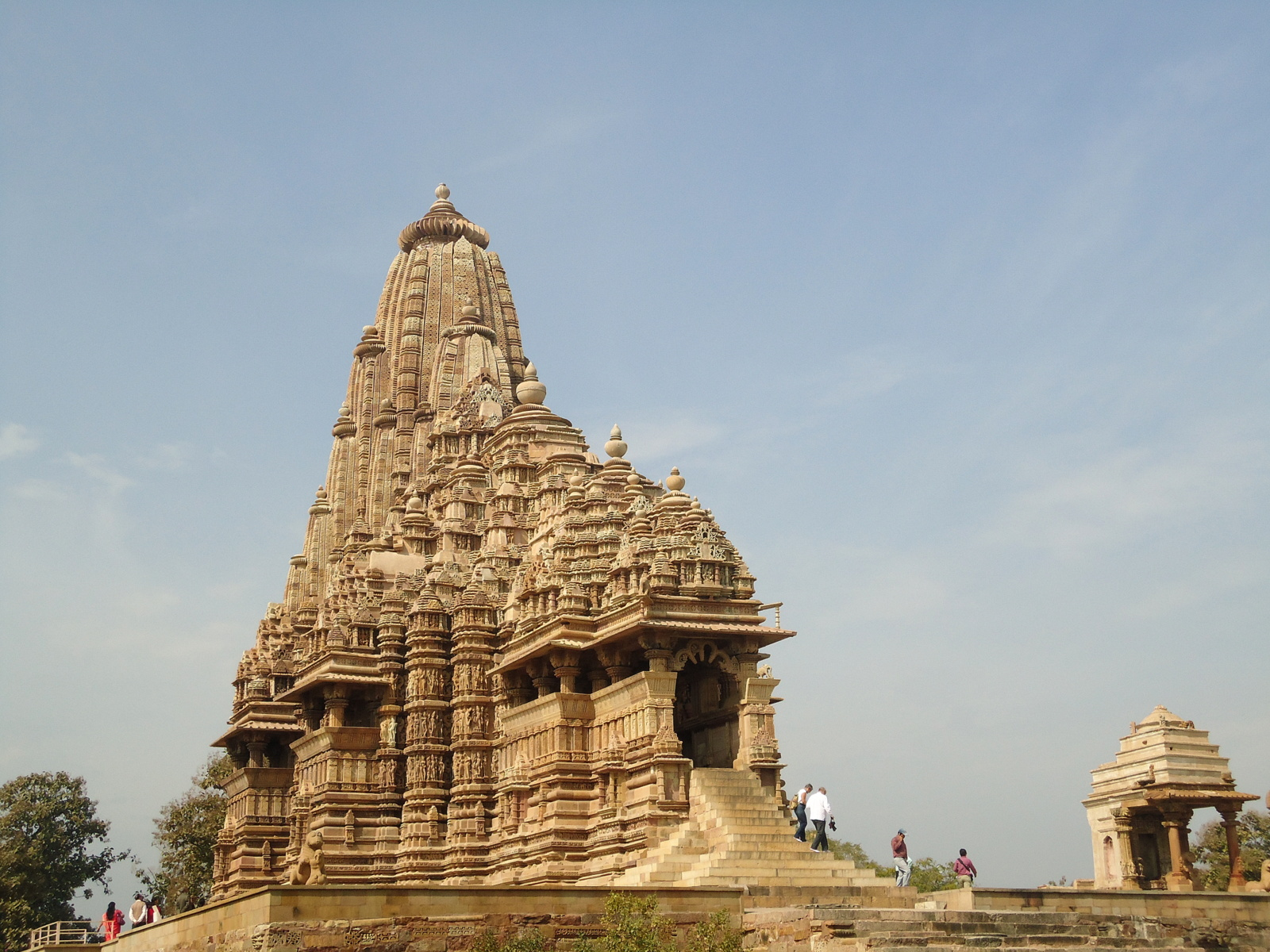
L'accès au Kandariya-Mahadeva.
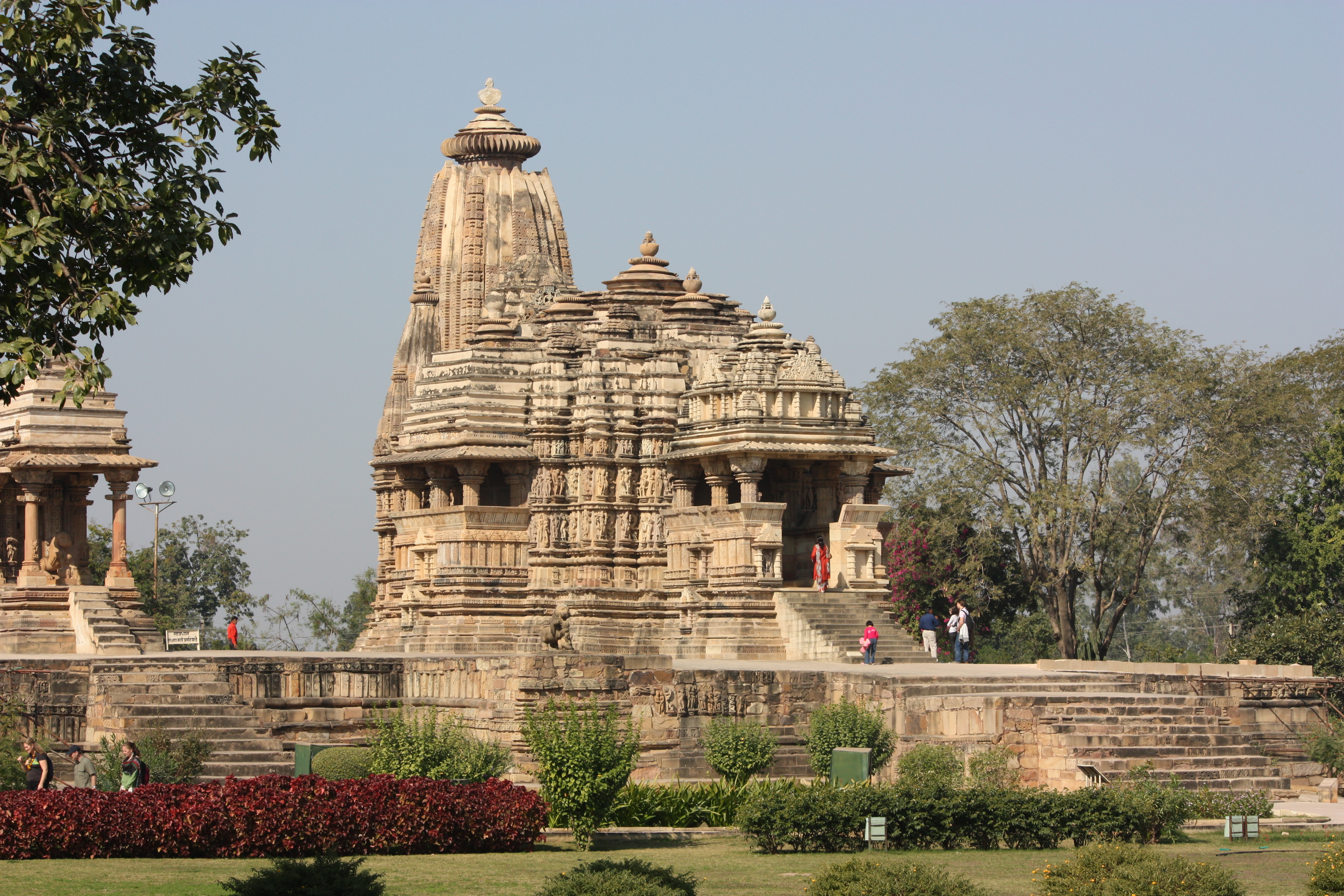
L'accès au Devi Jagadambi.

Le temple de Lakshmana, dédié à Vishnou, est construit vers 950 durant le règne du rajâ Chandelâ Yashovarman. Il abrite une image sacrée de Vaikuntha-Vishnou provenant du Tibet. Bien qu'étant un des plus anciens sur le site de Khajurâho, il est aussi un des plus finement décorés, quasiment recouvert par des représentations de 600 dieux du panthéon indien. Le temple ouvre vers l'est et il est accompagné de 4 templions aux coins de la plate-forme.
Construit durant les années 1025-1050, le temple de Kandariya Mahadeva est situé immédiatement à l'ouest du temple de Lakshmana. Son nom, de kandariya, grotte et mahadeo (forme de mahadeva, le grand dieu), un des noms de Shiva, montre qu'il est dédié à ce dieu qui, dans sa forme d'ascète médite dans une grotte. Haut de 30 m, il est le plus important du site tant par sa taille que par son ornementation avec près de 900 statues sculptées dans le grès jaune. L'intérieur très dépouillé, comme c'est d'usage, contraste fortement avec l'extérieur foisonnant de sculptures.
Le temple de Devî Jagadambâ partage la plate-forme du Kandariya Mahadeva. Il s'agit d'un des plus finement décorés, avec en particulier de nombreuses scènes érotiques, toujours au même point de « fragilité ». Bien que comportant une grande représentation de la déesse Devî, il était probablement consacré autrefois à Vishnou.
- Au-delà, un grand temple isolé, le temple de Chitragupta, plus richement décoré que le Jagadambi.

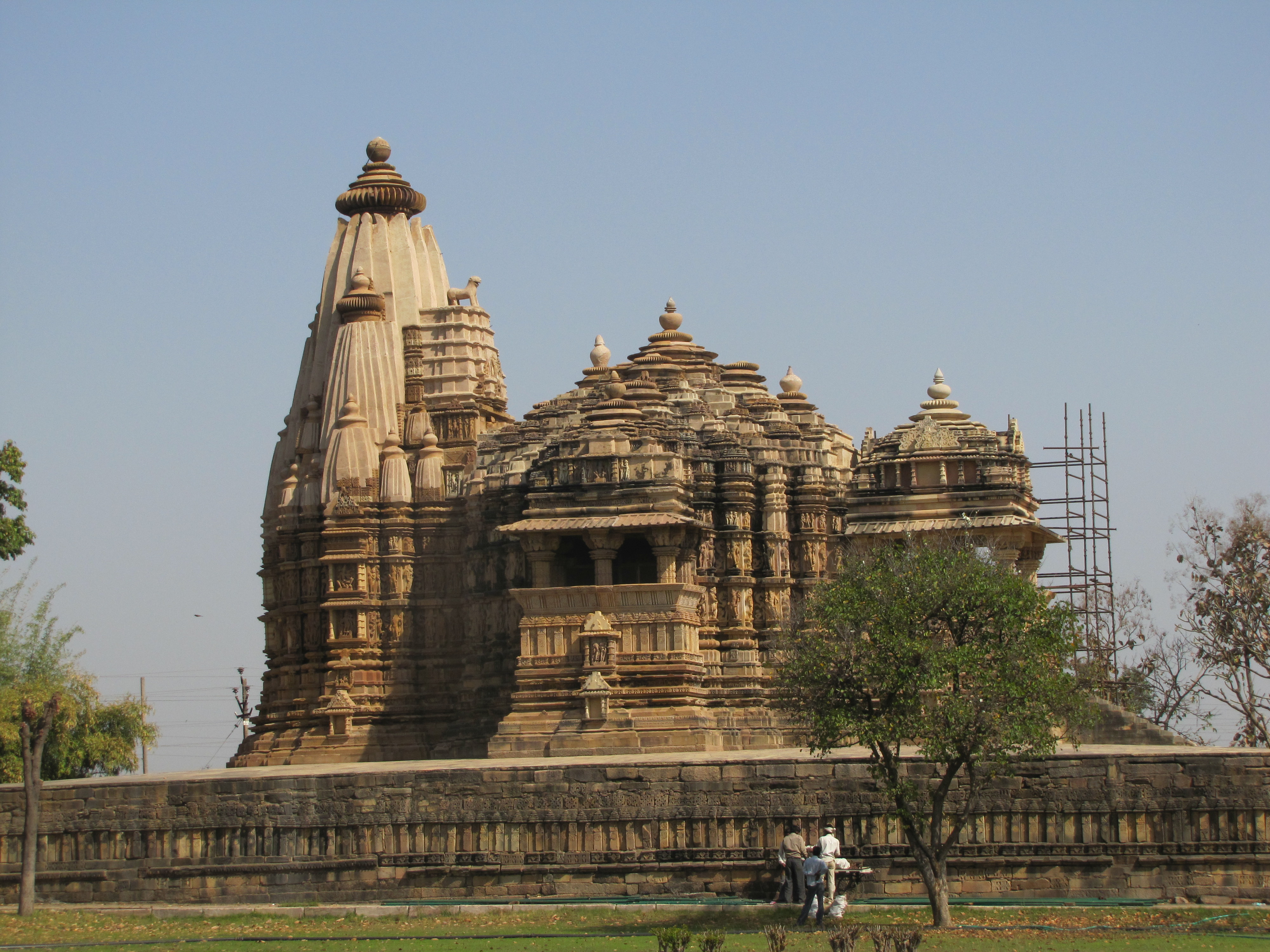
Le temple de Chitragupta, côté Sud.

- Puis, pour terminer la boucle, un groupe de trois temples, le petit temple à Parvati (datant du XIe siècle, formé d'un simple shikhara)  et le grand temple de Visvanatha, qui fait face au petit temple à Nandi. À proximité : le petit temple ruiné, dédié à Shiva.

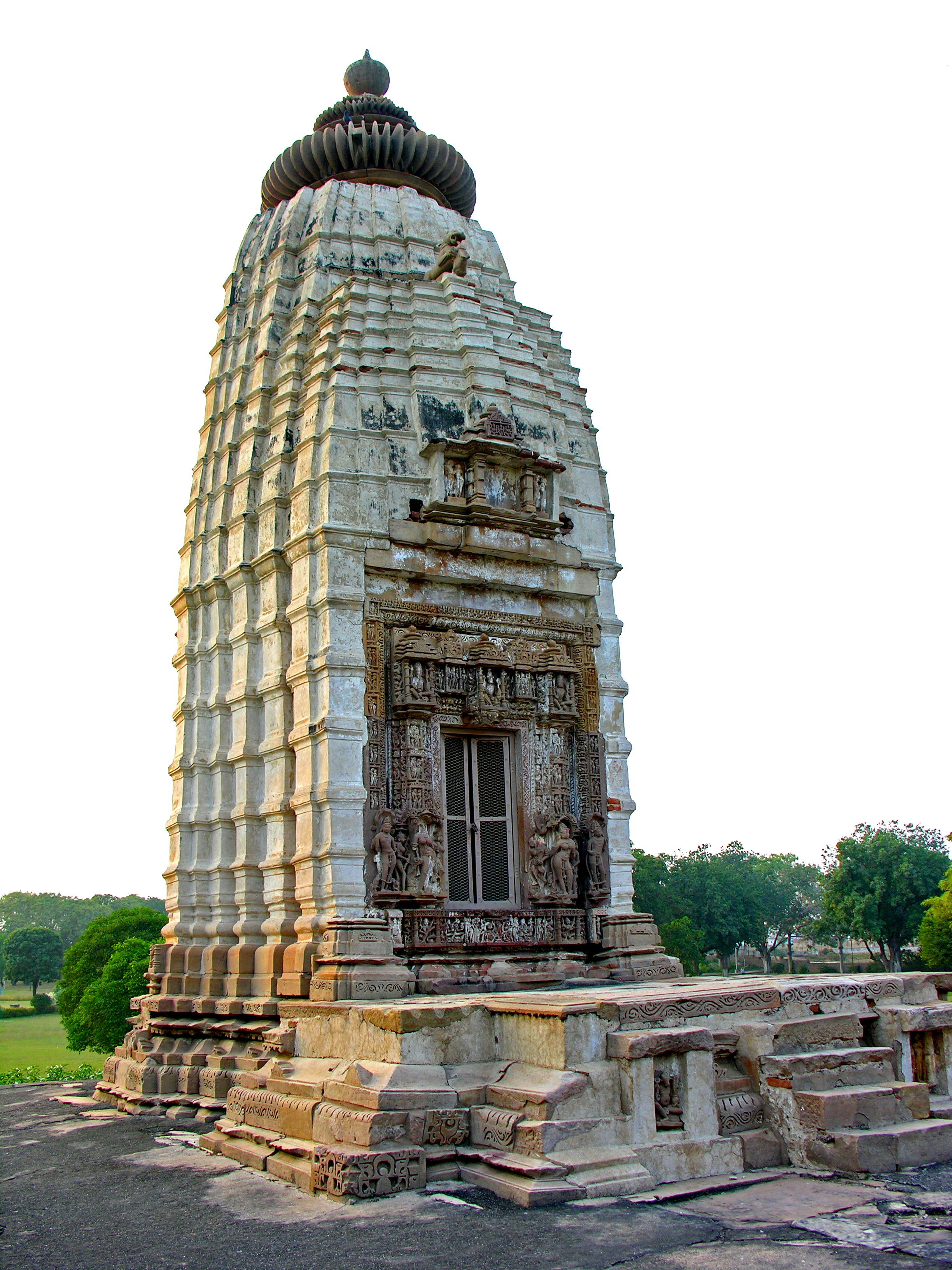
Le petit temple de Parvati
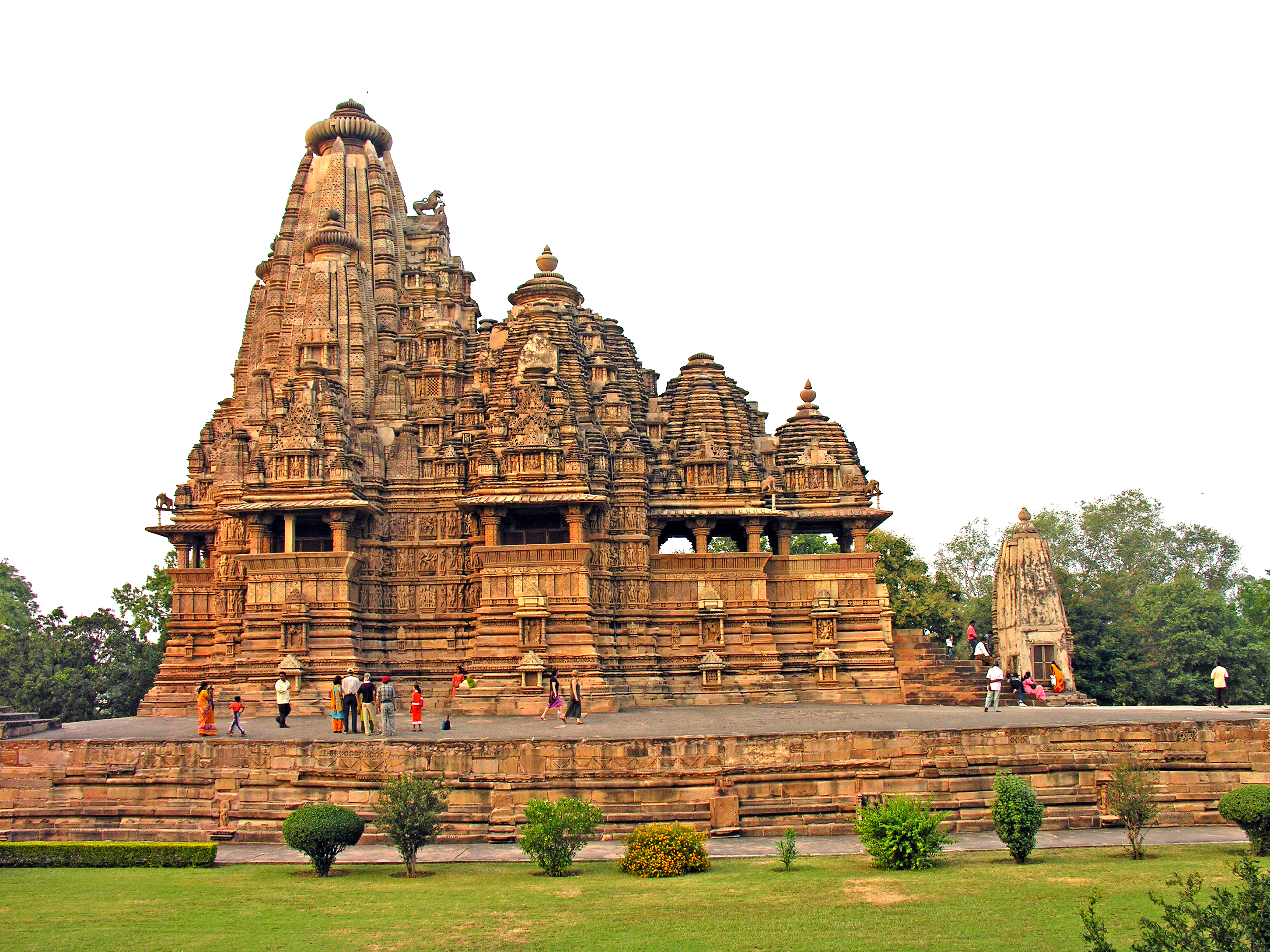
Le grand temple de Vishvanatha, côté Sud.
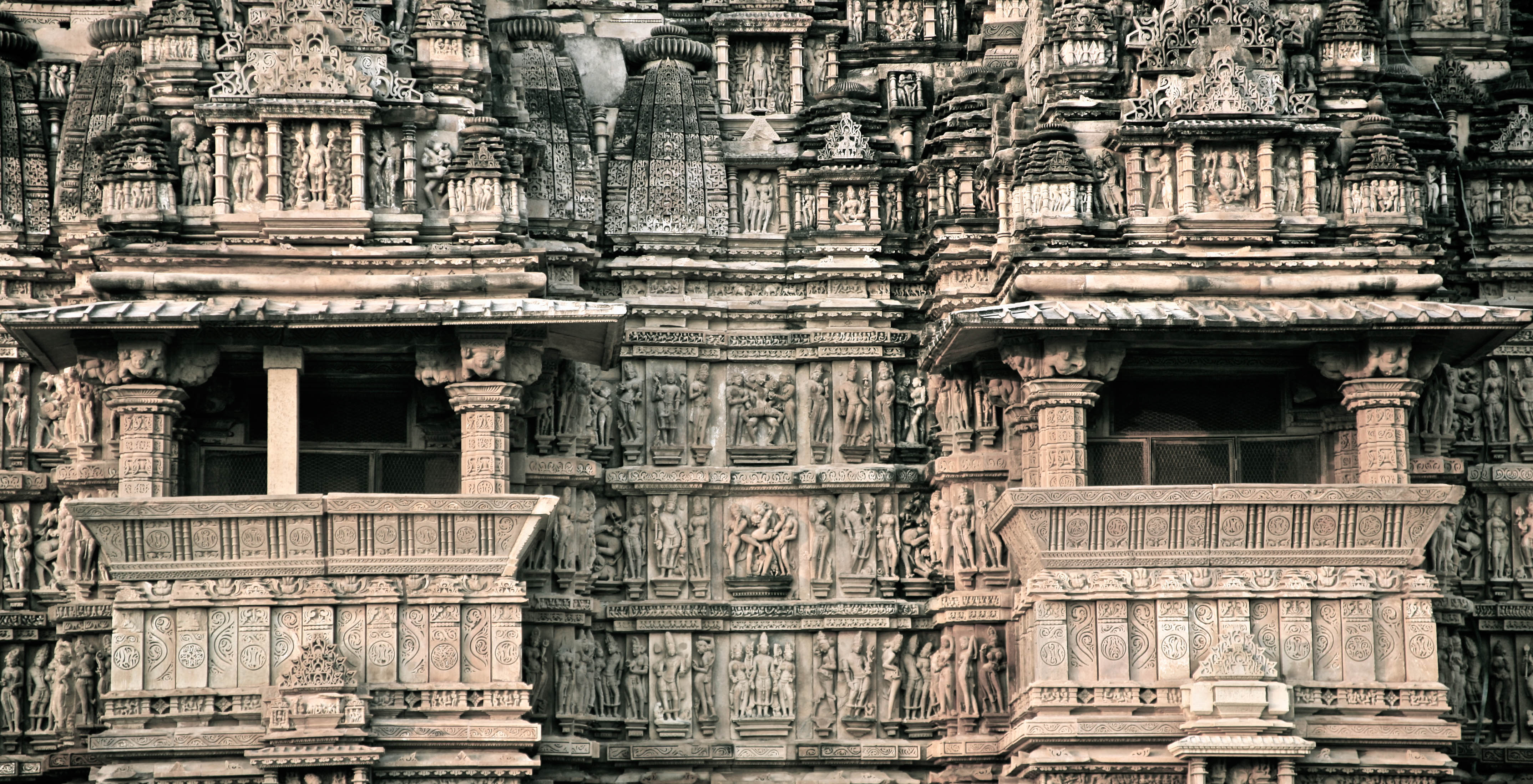
Détail du Vishvanatha, côté Sud.

- Et le temple de Pratâpeshvara, de construction récente et intégrant des éléments des temples disparus.

On trouve encore plus à l'ouest de ce groupe :
- Au sud-ouest du réservoir Siva-sagar : le temple de Chaunsath Yoginî, datant probablement d'avant les Chandelâ, en tout cas me plus ancien, dédié à Kali et ses 64 acolytes (voir aussi, à ce propos, le Temple des Yoginis à Hirapur).

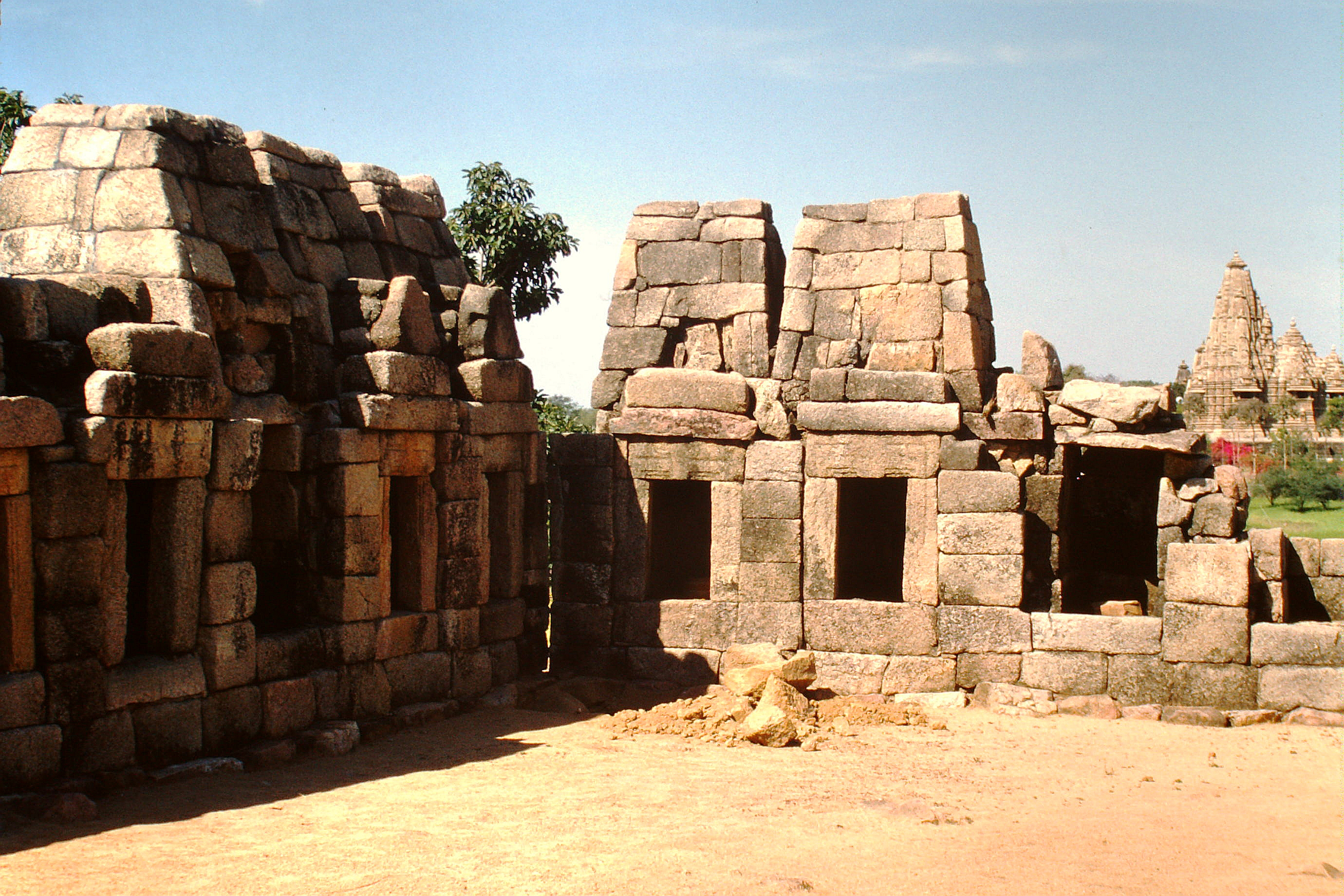
Vue partielle du temple de Chausath Yoginî. Quelques-unes des cellules entourant la plateforme.

- À 600 m à l'ouest du précédent : le temple de Lalguan Mahadevâ, en grès et granit datant du Xe siècle,

### Groupe Est
Le groupe Est comprend trois temples hindous, Brahma, Vamana et Javari et trois temples jaïns, Ghantaï, Adinatha et 
Parshvanatha. Les temples hindous sont situés le long ou près du réservoir Khajuraho-sagar. Les trois temples jaïns, sont, quant eux, situés plus au Sud et peuvent être atteint sans difficulté par la route. La statue colossale de Hanumān se dresse dans un bâtiment récent pour le pèlerinage des fidèles à mi-distance entre le groupe de l'Ouest et le village. On peut y remarquer une inscription datée de 922, la plus ancienne de Khajuraho,

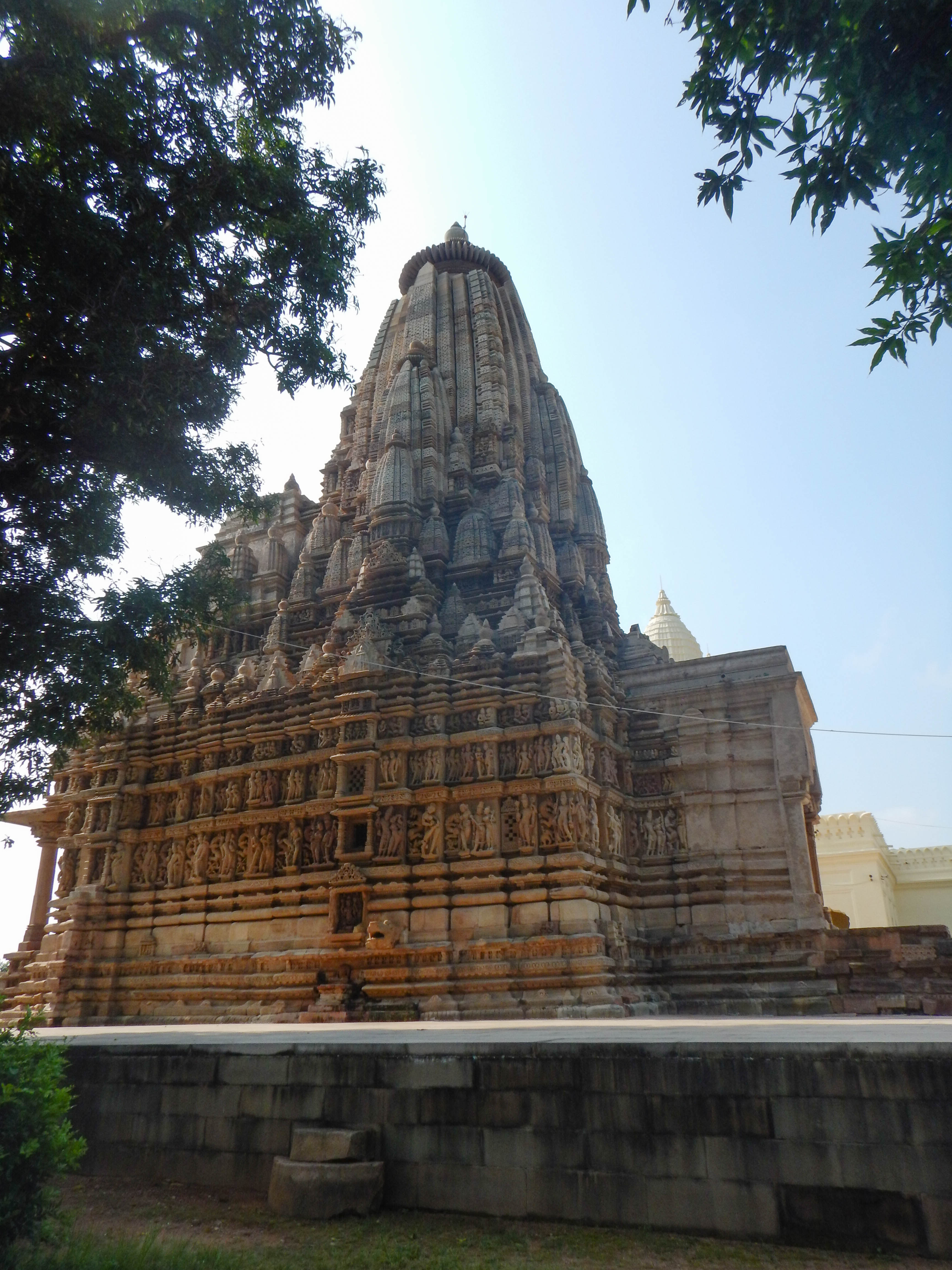
Temple jaïn Adinatha.
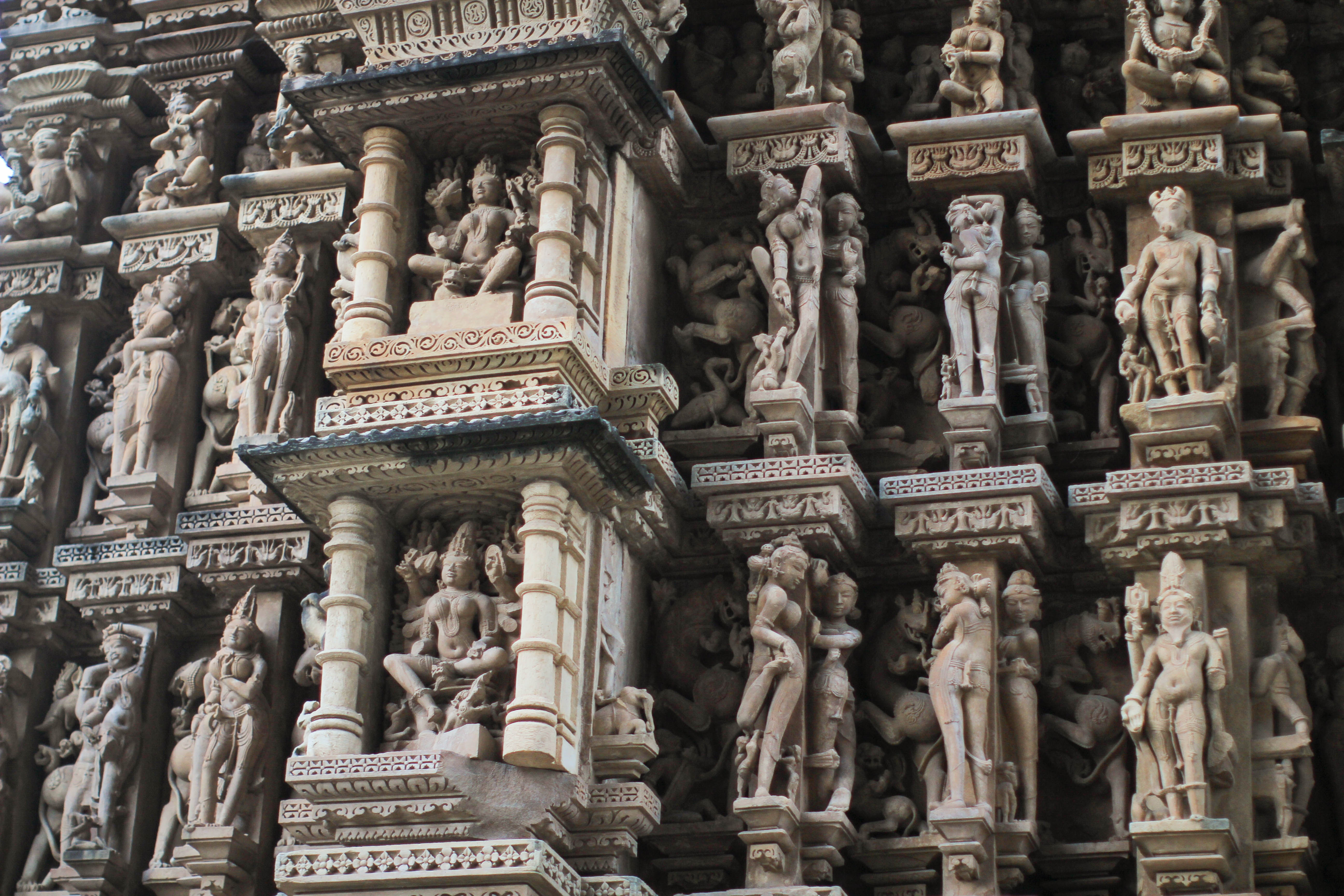
Paroi du temple jaïn Adinatha.
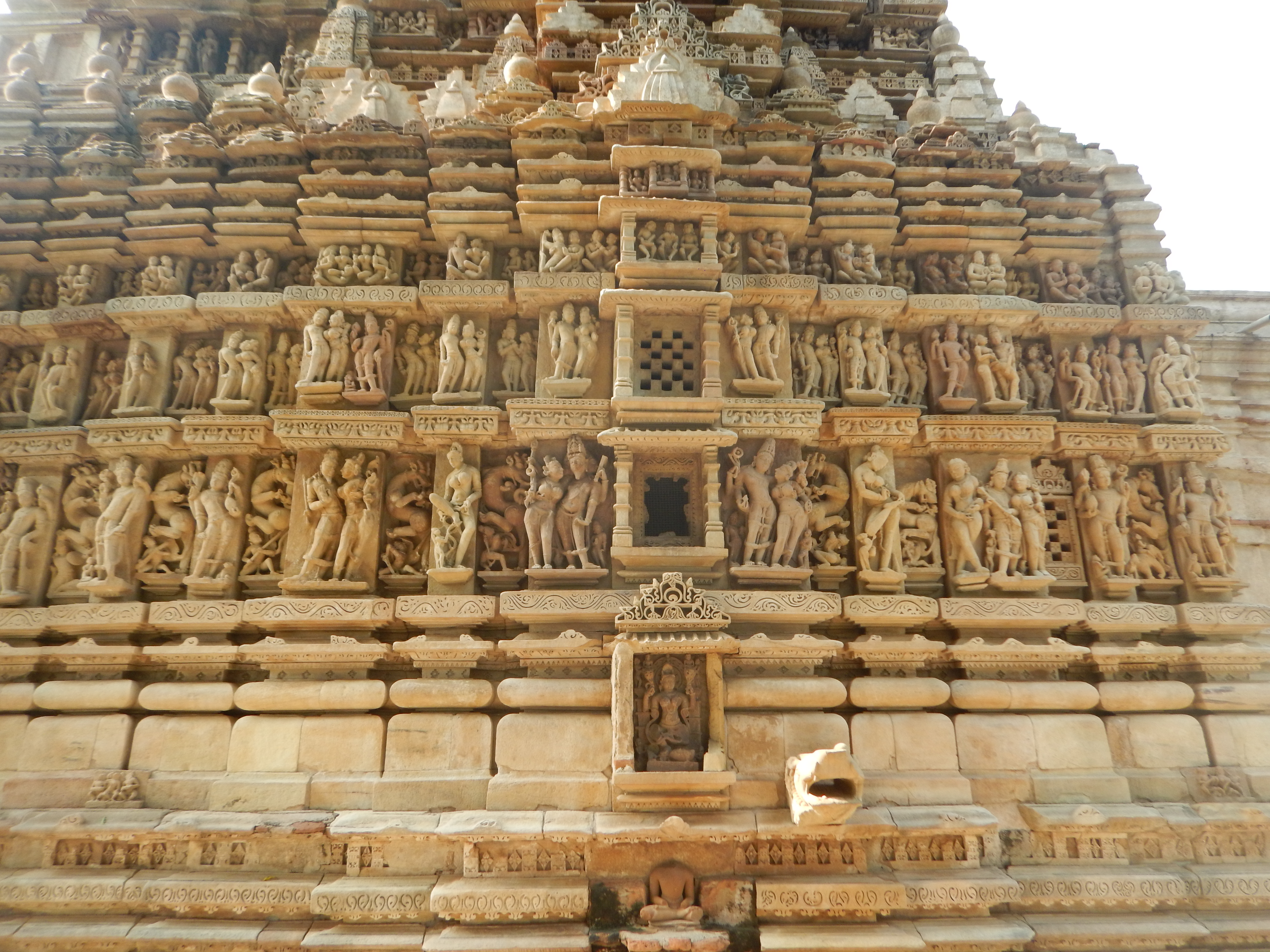
Paroi du temple jaïn Parshvanatha.
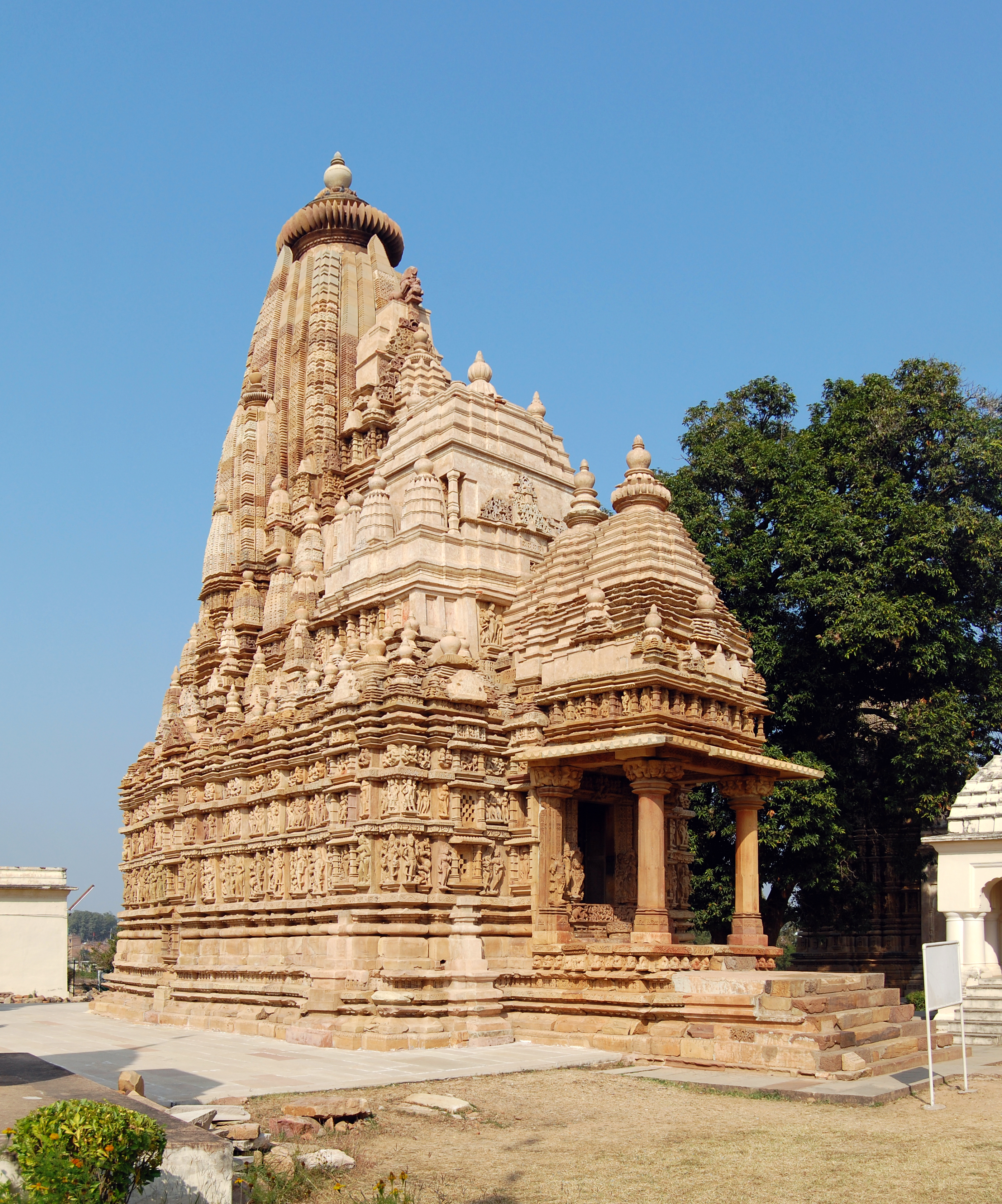
Le temple jaïn Parshvanatha.
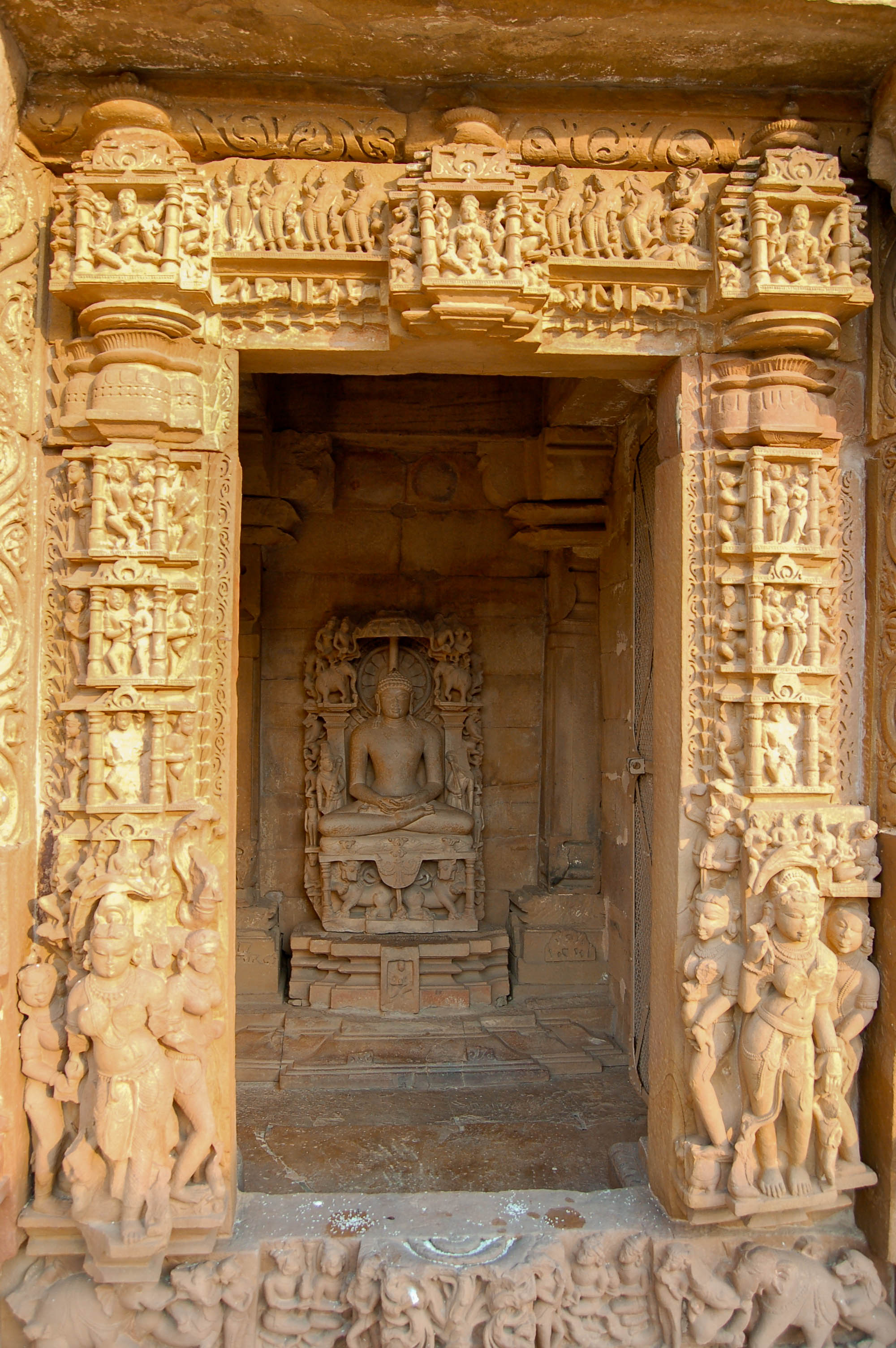
Le Parshvanatha.

### Groupe Sud
Plus au Sud on rencontre encore deux temples éloignés l'un de l'autre. Le temple de Duladeo est situé au bord de la rivière Khodar. Il est à 5 kilomètres du village de Khajuraho, près de l'enceinte Jaïn. Le temple de Chaturbhuj (élevé en 1100 ) dédié à Vishnu est situé dans le village de Jatakara, encore un peu plus au Sud. Le temple de Duladeo, daté 1000-1150 dédié à Shiva est le dernier à avoir été construit sous la dynastie Chandela.
|  |  |

### Musées
Khajurahô possède aussi trois musées importants pour comprendre les cultures hindoues et jaïns et l'histoire de la dynastie Chandela :
- Le musée archéologique (géré par l'ASI) situé dans le groupe Ouest près du temple de Matangeshvara, présente une petite collection de sculptures issues de tous les temples environnants,
- Le musée Jaïn (Sahu Shantiprasad Jain Kala Sangrahalaya Museum) situé près des temples du groupe Est, qui expose dans une galerie circulaire avec les statues de 24 tîrthankara, avec des sculptures de yakshini et d'autres idoles des Jaïns,
- Le Adivart Tribal et folk Art Museum situé dans le complexe culturel Chandela, donne un aperçu de la variété et de la richesse de l'art tribal du Madhya Pradesh.